# بيتسبورو
بيتسبورو (بالإنجليزية: Pittsboro)‏ هي مدينة أمريكية ومركز مقاطعة تشاتهام في ولاية كارولاينا الشمالية في الولايات المتحدة الأمريكية.

## التركيبة السكانية
حدّد مكتب تعداد الولايات المتحدة بيانات التركيبة السكانية لبيتسبورو في تعداد الولايات المتحدة. في ما يلي، التركيبة السكانية حسب تعدادي 2000 و2010.

### تعداد عام 2000
بلغ عدد سكان بيتسبورو 2,226 نسمة بحسب تعداد عام 2000، وبلغ عدد الأسر 855 أسرة وعدد العائلات 535 عائلة مقيمة في البلدة. في حين سجلت الكثافة السكانية 176.1 نسمة لكل كيلومتر مربع (456.1/ميل2). وبلغ عدد الوحدات السكنية 939 وحدة بمتوسط كثافة قدره 74.3 لكل كيلومتر مربع (192.4/ميل2).
وتوزع التركيب العرقي للبلدة بنسبة 64.38% من البيض و27.54% من الأمريكيين الأفارقة و0.49% من الأمريكيين الأصليين و0.67% من الأمريكيين ذوي الأصول الآسيوية و0.04% من سكان جزر المحيط الهادئ و4.99% من الأعراق الأخرى و1.89% من عرقين مختلطين أو أكثر و8.81% من الهسبانيون أو اللاتينيون من أي عرق.
بلغ عدد الأسر 855 أسرة كانت نسبة 32.7% منها لديها أطفال تحت سن الثامنة عشر تعيش معهم، وبلغت نسبة الأزواج القاطنين مع بعضهم البعض 40.9% من أصل المجموع الكلي للأسر، ونسبة 18.7% من الأسر كان لديها معيلات من الإناث دون وجود شريك،  بينما كانت نسبة 2.9% من الأسر لديها معيلون من الذكور دون وجود شريكة وكانت نسبة 37.4% من غير العائلات. تألفت نسبة 32.3% من أصل جميع الأسر من عدة أفراد يعيشون في نفس المنزل ونسبة 12.7% كانت تتألف من شخص يعيش بمفرده يبلغ من العمر 65 عاماً أو أكثر. وبلغ متوسط حجم الأسرة المعيشية 2.34، أما متوسط حجم العائلات فبلغ 2.97.
بلغ العمر الوسطي للسكان 39.3 عاماً. وكانت نسبة 22.6% من القاطنين تحت سن الثامنة عشر، وكانت نسبة 7% بين الثامنة عشر والرابعة والعشرين عاماً، ونسبة 28.2% كانت واقعةً في الفئة العمرية ما بين الخامسة والعشرين والرابعة والأربعين عاماً، ونسبة 18.8% كانت ما بين الخامسة والأربعين والرابعة والستين، ونسبة 13.1% كانت ضمن فئة الخامسة والستين عاماً فما فوق. يوجد لكل 100 أنثى 86.5 ذكر، ويوجد لكل 100 أنثى في الثامنة عشر من عمرها فما فوق 81.6 ذكر.
بلغ متوسط دخل الأسرة في البلدة 35,800 دولارًا، أما متوسط دخل العائلة فبلغ 42,391 دولارًا. وكان متوسط دخل الذكور 29,500 دولارًا مقابل 26,719 دولارًا للإناث. وسجل دخل الفرد الخاص بالبلدة 16,863 دولارًا. وكانت نسبة 19.2% من العائلات ونسبة 18.3% من السكان تحت خط الفقر، وكان من هؤلاء نسبة 24.3% تحت سن الثامنة عشر ونسبة 13.7% في الخامسة والستين من العمر وما فوق.

### تعداد عام 2010
بلغ عدد سكان بيتسبورو 3,743 نسمة بحسب تعداد عام 2010، وبلغ عدد الأسر 1,480 أسرة وعدد العائلات 936 عائلة مقيمة في البلدة. في حين سجلت الكثافة السكانية 296.1 نسمة لكل كيلومتر مربع (766.9/ميل2). وبلغ عدد الوحدات السكنية 1,606 وحدة بمتوسط كثافة قدره 127.1 لكل كيلومتر مربع (329.2/ميل2).
وتوزع التركيب العرقي للبلدة بنسبة 72.21% من البيض و19.53% من الأمريكيين الأفارقة و0.35% من الأمريكيين الأصليين و1.82% من الأمريكيين ذوي الأصول الآسيوية و3.69% من الأعراق الأخرى و2.40% من عرقين مختلطين أو أكثر و8.87% من الهسبانيون أو اللاتينيون من أي عرق.
بلغ عدد الأسر 1,480 أسرة كانت نسبة 31.1% منها لديها أطفال تحت سن الثامنة عشر تعيش معهم، وبلغت نسبة الأزواج القاطنين مع بعضهم البعض 45.5% من أصل المجموع الكلي للأسر، ونسبة 14.3% من الأسر كان لديها معيلات من الإناث دون وجود شريك،  بينما كانت نسبة 3.4% من الأسر لديها معيلون من الذكور دون وجود شريكة وكانت نسبة 36.8% من غير العائلات. تألفت نسبة 31.1% من أصل جميع الأسر من عدة أفراد يعيشون في نفس المنزل ونسبة 13.7% كانت تتألف من شخص يعيش بمفرده يبلغ من العمر 65 عاماً أو أكثر. وبلغ متوسط حجم الأسرة المعيشية 2.28، أما متوسط حجم العائلات فبلغ 2.87.
بلغ العمر الوسطي للسكان 41.4 عاماً. وكانت نسبة 20.7% من القاطنين تحت سن الثامنة عشر، وكانت نسبة 5.5% بين الثامنة عشر والرابعة والعشرين عاماً، ونسبة 28.7% كانت واقعةً في الفئة العمرية ما بين الخامسة والعشرين والرابعة والأربعين عاماً، ونسبة 25.4% كانت ما بين الخامسة والأربعين والرابعة والستين، ونسبة 19.7% كانت ضمن فئة الخامسة والستين عاماً فما فوق. وتوزع التركيب الجنسي للسكان بنسبة 45.6% ذكور و54.4% إناث.

## أعلام
- إتش جي. جونز
- هنري س. بورين
- أوستين برايس
- دوريس بيتس